# Représentation parabolique
 (décembre 2018).
Le contenu est difficilement compréhensible vu les erreurs de traduction, qui sont peut-être dues à l'utilisation d'un logiciel de traduction automatique.
En théorie des nombres, les représentations paraboliques sont un certain type de représentation de groupe algébrique apparaissant comme éléments discrets d'espaces {\displaystyle L^{2}}. Le terme parabolique  dérive indirectement des formes paraboliques de la théorie des formes modulaires. Dans la formulation actuelle des formes automorphes, les représentations remplacent les fonctions holomorphes ; ces représentations pouvant être celles de  groupes algébriques adéliques.
Lorsque le groupe est le groupe linéaire général [Quoi ?] les représentations paraboliques sont directement liées aux formes paraboliques et aux formes de Maass. Pour le cas de la forme parabolique, chaque forme propre de Hecke (newform) correspond à une représentation parabolique.

## Formulation
Soit G un groupe algébrique réductif sur un corps de nombres K et désignons par A les adèles de K. Plongeons G(K) diagonalement dans G(A), par exemple avec [Quoi ?] et [Quoi ?] les éléments correspondants de [Quoi ?] alors [Quoi ?]). Désignons par Z le centre de G et soit ω un caractère unitaire continu de Z(K) \  Z(A)× vers C×.
Fixons une mesure de Haar sur G(A) et désignons par L20(G(K) \ G(A), ω) l'espace de Hilbert des fonctions mesurables à valeurs complexes, f, sur G(A) vérifiant
1. f(γg) = f(g) pour tout γ ∈ G(K)
2. f(gz) = f(g)ω(z) pour tout z ∈ Z(A)
3. [Quoi ?]
4. [Quoi ?] pour tous les radicaux unipotents, U, de tous les sous-groupes paraboliques de G(A).

Ceci est appelé l'espace des formes paraboliques de caractère central ω sur G(A). Une fonction élément d'un tel espace est appelé une fonction parabolique. 
Une telle fonction parabolique engendre une représentation unitaire du groupe G(A) sur l'espace de Hilbert complexe [Quoi ?] par les translatés à droite de f où l'action de g ∈ G(A) sur [Quoi ?] est donnée par
[Quoi ?]
L'espace des formes paraboliques de caractère central ω se décompose en une somme directe d'espaces de Hilbert
[Quoi ?]
où la somme est sur les sous-représentation irréductibles de L20(G(K) \ G(A), ω) et les mπ sont des entiers strictement positifs (c'est-à-dire que chaque sous-représentation irréductible apparaît avec une multiplicité finie). Une représentation parabolique de G(A) est une sous-représentation (π, Vπ) pour un certain ω.
Les groupes pour lesquels les multiplicités mπ sont toutes égales à un sont dits posséder la propriété de multiplicité un.